# Heiersdorf (Burgstädt)
Heiersdorf liegt nordwestlich Burgstädt ca. 20 km nördlich von Chemnitz (Sachsen) zwischen den Flüssen Zwickauer Mulde und Chemnitz. Seit 1. April 1935 ist die ehemalige Gemeinde Ortsteil der Stadt Burgstädt.

## Geschichte
Im 12. Jahrhundert entstanden die heute nach Burgstädt eingemeindeten Waldhufendörfer Burkersdorf, Göppersdorf, Heiersdorf und Mohsdorf. Auf der Höhe, rechts des Brauselochbachs befand sich die Kirche von Burkersdorf. Auf der sich nach Osten erstreckenden Pfarrhufe entstand ein Handelsplatz, der jetzige Marktplatz von Burgstädt, um den sich Handwerker und Händler ansiedelten.
Die erste urkundliche Erwähnung erfolgte 1436 als Heinerstorff. Das Dorf gehörte ab 1551 zum Amt Rochsburg und 1843 zum Amt Rochlitz. Am 1. Oktober 1929 wurde Heiersdorf nach Burkersdorf eingemeindet und kam am 1. April 1935 mit Burkersdorf an Burgstädt.